# Брат мій (фільм, 1971)
«Брат мій» — радянський художній фільм 1971 року знятий на студії «Казахфільм» режисером Абдуллою Карсакбаєвим.

## Сюжет
Біографічний фільм про життя Гані Муратбаєва — засновника комсомолу в Казахській РСР. 1921 рік, 18-річний Гані створює перший в Казахстані комсомольський загін, який вирушає аулами збирати продовольство на допомогу голодуючим Поволжя. Він і його друзі ведуть пропаганду серед населення, і не зважаючи на терор багатіїв проти юних прихильників Радянської влади число комсомольців росте — в загін до Гані приходять і син бая Кожамкул, і дочка мулли Раушан, яка стає першим і єдиним коханням Гані. Через два роки він, як завідувач Східного відділу КІМу налагоджує міжнародні зв'язки радянської молоді. Тяжке захворювання обриває його життя на 22-му році життя.

## У ролях
- Куман Тастанбеков — Гані Муратбаєв
- Анна Лисянська — Н. К. Крупська
- Олексій Золотницький — Василь
- Євген Красавцев — Микола
- Гурам Гогава — Назим Хікмет
- Ірина Куберська — Галина
- Меруерт Утекешева — Раушан
- Кененбай Кожабеков — Аміркул
- Макіль Куланбаєв — Садирбай
- Ашир Чокубаєв — Уазіркул
- Анвар Кенджаєв — Болат
- З. Мендібаєв — Кожамкул Аміркулов
- О. Аристанов — здоров'як
- Т. Окімов — Айдар
- Болат Калимбетов — безпритульний
- Нуржуман Іхтимбаєв — епізод

Фільм дубльований на Центральній студії кіноактора («Мосфільм»), режисер дубляжу Євген Алексєєв.

## Знімальна група
- Режисер — Абдулла Карсакбаєв
- Сценарист — Леонард Толстой
- Оператор — Абільтай Кастєєв
- Композитор — Нургіса Тлендієв[ru]
- Художник — Ідріс Карсакбаєв